# Thelypteris tatei
Thelypteris tatei är en kärrbräkenväxtart som först beskrevs av William Ralph Maxon och C. V. Morton, och fick sitt nu gällande namn av Conrad Vernon Morton. Thelypteris tatei ingår i släktet Thelypteris och familjen Thelypteridaceae. Inga underarter finns listade.